# Jacques Moulinier (peintre)
 (juillet 2011).
Pour les articles homonymes, voir Jacques Moulinier et Moulinier.
Jacques Moulinier, né à Montpellier en 1757 et mort dans la même ville le 19 février 1828, est un artiste peintre et architecte français.

## Biographie
Jacques Moulinier est le fils d'un marchand plombier, il est l'un des très bons élèves de la Société des Beaux-Arts de Montpellier, créée sous les bons auspices d'Abraham Fontanel. Tout comme son condisciple Jérôme René Demoulin (1758-1799), il a l'occasion de parfaire sa formation en Italie et d'enseigner ensuite dans sa ville natale, où il a plus tard pour élève Prosper Grésy. 
Franc-maçon et révolutionnaire engagé, il est chargé de plusieurs missions importantes (recensement des bibliothèques et de la population de Montpellier). Sa carrière est marquée par un projet architectural très remarquable de Temple de la Raison (1793), en collaboration avec le sculpteur Augustin Pajou. Le Musée Fabre de Montpellier conserve des paysages de cet artiste, fortement imprégné par ce néo-classicisme que l'on retrouve dans toute la mouvance de François-Xavier Fabre.
À sa mort, Moulinier exerçait le métier de professeur de dessin.